# Jane Jimmy Chigiyal
Jane Jimmy Chigiyal   (Estats Federats de Micronèsia, 3 d'abril de 1967) és una diplomàtica dels Estats Federats de Micronèsia.
El 4 d'octubre de 2011, Chigiyal va ser confirmada com a Representant Permanent de les Nacions Unides en un vot de 13-1 en la 17a sessió del Congrés dels Estats Federats de Micronèsia. La confirmació de Chigiyal la va convertir en la primera dona ambaixadora dels Estats Federats de Micronèsia en la història. Va presentar les seves credencials al Secretari General de les Nacions Unides Ban Ki-moon el 2 de desembre de 2011.
Chigiyal va servir com a membre de molt de temps del Departament d'Afers Exteriors dels Estats Federats de Micronèsia. Va ocupar el càrrec de secretària adjunta del Departament d'Afers Exteriors abans de la seva confirmació com a representant permanent dels Estats Federats de Micronèsia a les Nacions Unides.